# Winter Harbor (condado de Hancock)
Winter Harbor es un lugar designado por el censo ubicado en el condado de Hancock en el estado estadounidense de Maine. En el Censo de 2010 tenía una población de 426 habitantes y una densidad poblacional de 75,83 personas por km².

## Geografía
Winter Harbor se encuentra ubicado en las coordenadas 44°23′34″N 68°5′30″O / 44.39278, -68.09167. Según la Oficina del Censo de los Estados Unidos, Winter Harbor tiene una superficie total de 5.62 km², de la cual 5.62 km² corresponden a tierra firme y (0%) 0 km² es agua.

## Demografía
Según el censo de 2010, había 426 personas residiendo en Winter Harbor. La densidad de población era de 75,83 hab./km². De los 426 habitantes, Winter Harbor estaba compuesto por el 96.71% blancos, el 0.47% eran afroamericanos, el 0% eran amerindios, el 0.47% eran asiáticos, el 0% eran isleños del Pacífico, el 1.64% eran de otras razas y el 0.7% pertenecían a dos o más razas. Del total de la población el 2.11% eran hispanos o latinos de cualquier raza.